# Srebotje
Srebotje – wieś w Słowenii, w gminie Šentilj. W 2018 roku liczyła 123 mieszkańców.